# أندري زارماخ
أندري زارماخ (بالبولندية: Andrzej Szarmach)، من مواليد 10 مايو 1950 في غدانيسك في بولندا، لاعب كرة قدم بولندي سابق، ومدرب كرة قدم بولندي.
لعب مع منتخب بولندا لكرة القدم.

## روابط خارجية
- أندري زارماخ على موقع الاتحاد الدولي (مؤرشف)  (الإنجليزية)
- أندري زارماخ على موقع الاتحاد الأوربي (الإنجليزية)
- أندري زارماخ على موقع قاعدة بيانات كرة القدم.إي يو (الإنجليزية)
- أندري زارماخ على موقع ناشيونال فوتبول تيمز (الإنجليزية)
- أندري زارماخ على موقع Soccerway.com (الإنجليزية)
- أندري زارماخ على موقع عالم كرة القدم.نت (الإنجليزية)
- أندري زارماخ على موقع أوليمبيديا (الإنجليزية)
- أندري زارماخ على موقع اللجنة الأولمبية البولندية (مؤرشف) (البولندية)